# Уилсон, Дарнелл
Дарнелл Уилсон (англ. Darnell Wilson; 22 сентября 1974, Кливленд, Огайо, США) — американский боксёр-профессионал, выступавший в тяжёлой весовой категории.

## Профессиональная карьера
Уилсон дебютировал на профессиональном ринге в 2000 году. Первое время выходил против низкорейтинговых боксёров. Основную известность обрёл после победы над нигерийцем Эммануэлем Нводо (21-3), сокрушительным нокаутом в 11-м раунде. Так же Уилсона прославила победа над бывшим чемпионом мира в первом тяжёлом весе, кубинцем, Хауном Карлосом Гомесом и американцем Кельвином Дэвисом.
Так же Уилсон выходил на ринг но проигрывал. Вадиму Токареву, Оуэну Беку, Би Джею Флоресу, Фирату Арслану (за титул чемпиона мира по версии WBA в первом тяжёлом весе). Григорию Дрозду, Денису Бойцову, реванш Хуану Карлосу Гомесу, Алексу Леапаи и Ондрею Пале.
3 декабря 2012 года проиграл по очкам непобеждённому немецкому боксёру, Эдмунду Герберу. в конце первого раунда Уилсон очень сильно потряс Гербера, но гонг спас немца от падения.
В 2013 году проиграл нокаутом россиянину Андрею Федосову, и в этом же году сенсационно нокаутировал тяжелейшим нокаутом небитого ранее американца, Дэвида Родригеса (36-0).